# Шарголи (присілок)
Шарголи (рос. Шарголи) — присілок в Богородському районі Нижньогородської області Російської Федерації.
Населення становить 15 осіб. Входить до складу муніципального утворення Хвощовська сільрада.

## Історія
Від 2004 року входить до складу муніципального утворення Хвощовська сільрада.

## Населення
| 1999 | 2002 | 2010 |
| ---- | ---- | ---- |
| 21   | ↘15  | →15  |